# Rudi Anhang
Rudolf Anhang (* 6. Dezember 1905 in Berlin; † 1998 in Buenos Aires) war ein deutscher Jazzmusiker (Gitarre,  Banjo) und Gastronom.

## Leben und Wirken
Anhang wurde, obgleich er als Gitarrist und Banjospieler Autodidakt war, Berufsmusiker. Noten lesen lernte er mit Hilfe des Pianisten Franz Grothe während eines Engagements beim Orchester Dajos Béla in Berlin. Gemeinsam mit Hans Schmeddeshagen gründete er 1925 die Original Atlantik Band, mit der er in den Nordseebädern auftrat. Später spielte er in der Band von Ernst Rüding, dann bei Fritz Freed. Zwischen 1929 und 1933 war er Mitglied in den führenden Tanzorchestern von Billy Bartholomew, Louis de Vries, Dajos Béla und Bernard Etté. Mit der Band von Theo Mackeben war er 1932 in dem Musikfilm Die 5 von der Jazzband zu sehen. Insbesondere am Banjo galt er als gefragter Orchester- und Studiomusiker und wurde oft für Schallplatten-Sitzungen herangezogen.
Der Banjospieler, der wie alle jüdischen Musiker von der Reichsmusikkammer mit einem Berufsverbot belegt wurde, wurde zunächst durch Bernard Etté (illegal) weiter beschäftigt. Anhang konnte sich der Verfolgung durch das NS-System entziehen und emigrierte 1936 ins Exil nach Argentinien. Dort war er im Radio-Tanzorchester von Dajos Béla beschäftigt. Ende der 1940er Jahre gab Anhang die Musik auf und eröffnete ein Lokal, in dem Prominente wie Max Schmeling verkehrten.

## Einzelnachweis
1. ↑  StA Berlin VIIb, Geburtsurkunde Nr. 4675/1905

| Personendaten    | Personendaten                         |
| ---------------- | ------------------------------------- |
| NAME             | Anhang, Rudi                          |
| ALTERNATIVNAMEN  | Anhang, Rudolf                        |
| KURZBESCHREIBUNG | deutscher Banjo-Spieler und Gitarrist |
| GEBURTSDATUM     | 6. Dezember 1905                      |
| GEBURTSORT       | Berlin                                |
| STERBEDATUM      | 1998                                  |
| STERBEORT        | Buenos Aires                          |